# Деревянные духовые музыкальные инструменты

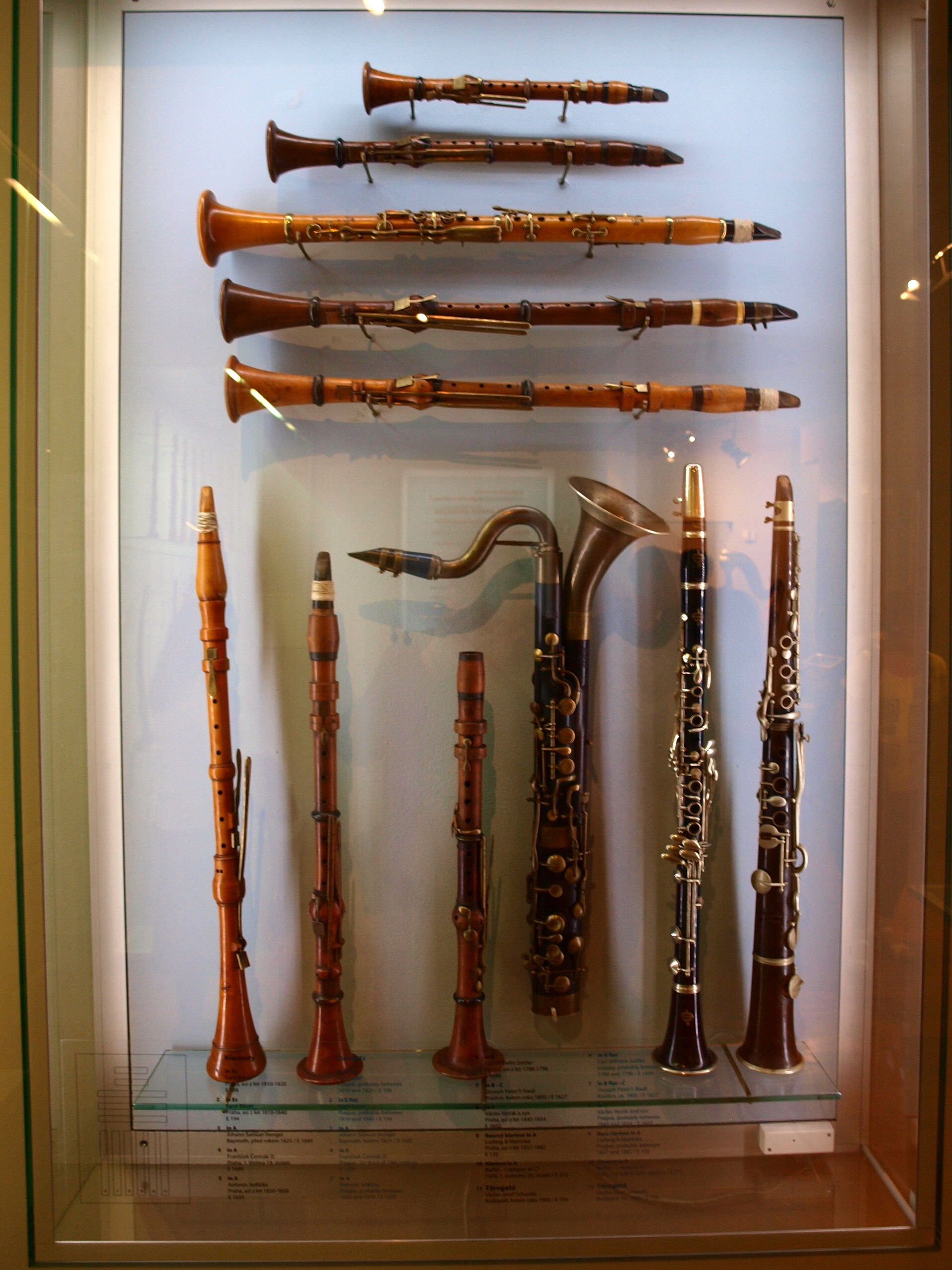
Коллекция кларнетов — представителей деревянных духовых инструментов

Деревя́нные духовы́е музыкальные инструме́нты — исторически обусловленное название одной из двух групп духовых инструментов (наряду с медными духовыми), использующихся в оркестре.
К деревянным духовым относятся флейтовые (свистящие) и язычковые инструменты. На флейтовых инструментах источником звукообразования является струя воздуха, рассекаемая об острый край стенки инструмента. На язычковых инструментах — колеблющийся одинарный или двойной язычок (трость).
Длина вибрирующего столба воздуха и соответственно высота звучания, в деревянных духовых инструментах, производится путём открытия и закрытия отверстий в их корпусе.

## История
На ранних этапах своего развития эти инструменты изготавливались исключительно из дерева, откуда исторически и получили своё наименование. К деревянным духовым относят большую группу музыкальных инструментов объединенных материалом и способом извлечения воздуха. Одним из самых древних считается свирель-сиринга, представляющий собой закупоренную с одной из сторон трубку, в которой вызывается звук колебанием заключенного в ней воздушного столба.

## Классификация
По источнику звукообразования деревянные духовые инструменты делятся на два типа:
- Лабиальные (от лат. labium — губы), в которых воздух вдувается через специальное поперечное отверстие в головке инструмента. Вдуваемая воздушная струя рассекается об острый край отверстия, благодаря чему приходит в колебание столб воздуха внутри трубки. К такому типу инструментов относится флейта и её народный вариант дудка.
- Язычковые (лингвальные; от лат. lingua — язык), в которых воздух вдувается через язычок (трость), укреплённый в верхней части инструмента и являющийся возбудителем колебания воздушного столба внутри инструмента. Трости бывают двух типов:
  - Одинарная трость представляет собой тонкую камышовую пластинку, закрывающую отверстие в мундштуке инструмента, оставляя в нём узкую щель. При вдувании воздуха трость, вибрируя с большой частотой, принимает различное положение, то открывая, то закрывая канал в мундштуке инструмента. Вибрация трости передаётся столбу воздуха внутри инструмента, который также начинает вибрировать, таким образом, производя звук. К инструментам, использующим одинарную трость, относятся традиционные кларнет и саксофон, а также ряд редких инструментов, таких как аулохром, гекель-кларина и др.
  - Двойная трость состоит из двух тонких камышовых пластинок, плотно соединяющихся друг с другом, которые, вибрируя под влиянием вдуваемого воздуха, замыкают и размыкают щель, образуемую ими самими. К инструментам с двойной тростью относятся современные гобой и фагот, старинные шалмей и круммхорн, большинство народных духовых инструментов — дудук, зурна и др.

## Применение
В симфоническом оркестре деревянные духовые (флейты, гобои, кларнеты и фаготы, а также их разновидности) образуют одну из основных его групп. В партитуре их партии пишутся над партиями остальных инструментов. Некоторые инструменты этой группы (прежде всего флейты и кларнеты, реже гобои, ещё реже — фаготы) применяются также в духовом оркестре или в камерных ансамблях. Существуют произведения для квартета деревянных инструментов (флейты, гобоя, кларнета и фагота), например Пять пьес для духовых деревянных инструментов, соч. 35 Тихона Хренникова.

## Основные деревянные духовые инструменты
Современные
- Гобой и его семейство:
  - Мюзетт (гобой-пикколо)
  - Гобой д’амур
  - Английский рожок
  - Геккельфон
- Кларнет и его семейство:
  - Малый кларнет (кларнет-пикколо)
  - Бассетгорн
  - Бас-кларнет
- Саксофон
- Фагот и его семейство:
  - Контрафагот
- Семейство современных флейт:
  - Большая флейта
  - Малая
  - Альтовая
  - Басовая
- Зурна
- Балабан

Старинные
- Блокфлейта
- Бомбарда
- Круммхорн
- Поммер
- Шалмей
- Шалюмо
- Вистл